# مزارع ستونيفيلد
مزرعة ستوني فيلد (بالإنجليزية: Stonyfield Farm)‏، والمعروفة أيضا باسم ستوني فيلد، هي شركة لتصنيع اللبن العضوي ومنتجات الألبان وتقع في لندنديري، نيو هامبشاير في الولايات المتحدة. تأسست مزرعة ستوني فيلد على يد صامويل كايمن عام 1983، في مزرعة تعود للقرن التاسع عشر في ويلتون، نيو هامبشاير، كمدرسة للزراعة العضوية. تصنع الشركة العلامة التجارية الثانية الرائدة في مجال الزبادي العضوي في أمريكا الشمالية، بنسبة 13.3% من السوق. الشركة مملوكة لأكبر شركة ألبان في العالم، المجموعة الفرنسية لاكتاليس.

## تاريخها

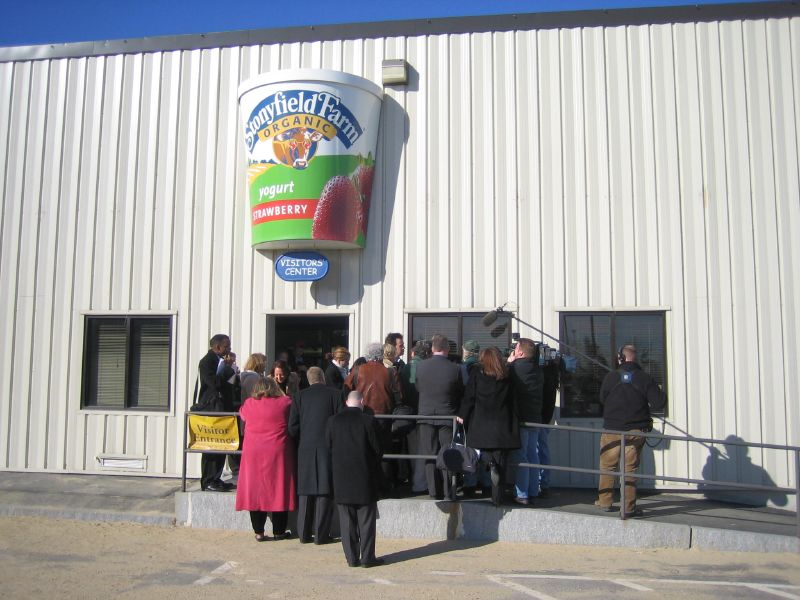
مزرعة ستونيفيلد

عام 2001 قامت مجموعة دانون، وهي شركة فرنسية لمنتجات الأغذية تشمل علاماتها التجارية مياه إيفيان المعبأة وزبادي دانون/دانون، بشراء 40% من أسهم شركة ستوني فيلد. وتبع ذلك عمليات شراء إضافية بحيث أصبحت مجموعة دانون تمتلك الشركة بأكملها بحلول عام 2014.
غاري هيرشبيرج هو رئيس مجلس الإدارة والرئيس التنفيذي السابق لشركة ستوني فيلد فارم. من خلال برنامجها "أرباح من أجل الكوكب"، تقوم شركة ستوني فيلد بالتبرع بنسبة 10% من أرباحها للقضايا البيئية. يأتي حليبها من مزارعي الألبان في إنجلترا الجديدة والغرب الأوسط من خلال التعاونية CROPP ( الوادي العضوي ). عام 2003، استحوذت مزرعة ستونيفيلد على شركة براون كاو. 
عام 2006 دخلت الشركة السوق الفرنسية بعلامتها التجارية Les 2 Vaches (البقرتان). كما توسعت أيضا إلى كندا، حيث تم إنتاج الزبادي في كيبيك. في يونيو 2007، أطلقت الشركة علامتها التجارية الأولى في المملكة المتحدة، Stony, Yogurt on a Mission، على الرغم من أن خط الإنتاج توقف منذ ذلك الحين. ومع ذلك، تم إطلاق علامة تجارية للزبادي العضوي تدعى Glenisk بنجاح في أيرلندا.
في 31 مارس 2017، أعلنت مجموعة دانون عن نيتها بيع شركة ستوني فيلد التابعة لها لتجنب دعاوى مكافحة الاحتكار ولتمهيد الطريق للاستحواذ على شركة وايت ويف فودز، وهي شركة إنتاج أغذية عضوية أمريكية أكثر أهمية.  في يوليو 2017، أُعلن أن شركة دانون وافقت على بيع ستونيفيلد إلى شركة لاكتاليس مقابل 875 مليون دولار. تم الانتهاء من عملية البيع وأصبحت الشركة الآن مملوكة بالكامل لشركة عملاقة فرنسية ثانية في مجال الألبان. 

## القضايا القانونية
كشفت رسائل البريد الإلكتروني التي سربها موقع ويكيليكس أن رئيس مجلس إدارة الشركة غاري هيرشبرغ مارس ضغوط على جون بوديستا، رئيس الحملة الرئاسية لهيلاري كلينتون، لحث هيلاري كلينتون على توصيل رسالة قوية لدعم وضع العلامات الإلزامية على الأغذية المعدلة وراثيا. وكجزء من الاتصال، أشار هيرشبيرج إلى أنه جمع 400 ألف دولار لحملة كلينتون.
ردًا على ضغوط الجهات التنظيمية لتقليل كمية السكر المضاف في منتجاتها، أعلنت الشركة عن خطة لتقليل السكريات المضافة بنسبة 25% في خط إنتاج الزبادي الخاص بها عام 2017. في يناير 2018، أطلقت ستوني فيلد حملة مناهضة للكائنات المعدلة وراثيا، حيث قام الأطفال بقراءة رسائل مكتوبة ذات صحة مشكوك فيها. ردًا على الانتقادات الموجهة لهذا الإعلان على صفحتهم على فيسبوك، قامت الشركة بحذف التعليقات وحظر المستجيبين ووصف المنتقدين بأنهم "متصيدين" انتهكوا شروط استخدام الشركة.

## روابط خارجية
- الموقع الرسمي